# Berl Katznelson
Berl Katznelson (en hebreo: ברל כצנלסון‎, Babruisk, Imperio ruso, 1887-1944) fue uno de los pioneros del sionismo socialista y una figura destacada de la Segunda Aliyá. Su vida estuvo marcada por su compromiso con el movimiento obrero sionista y su labor en la construcción del Estado de Israel.

## Biografía
Katznelson fue hijo de un miembro del movimiento Hovevei Zion, lo que lo expuso desde temprana edad a las ideas sionistas. Su deseo de migrar a Israel lo llevó a desempeñar funciones clave en el movimiento obrero sionista. Antes de llegar a Israel en 1909, trabajó como bibliotecario en una biblioteca hebrea-yidis y como profesor de literatura hebrea e historia judía, influyendo en muchos jóvenes con sus ideas sionistas.
Una vez en Israel, Katznelson se dedicó al trabajo agrícola y participó en varios consejos laborales. Fundó las cooperativas de consumo para la venta de alimentos conocidas como Hamashbir, y ayudó a iniciar el fondo de salud Kupat Holim Klalit para abordar los problemas de salud de los trabajadores. Posteriormente, se convirtió en el editor del periódico Davar de la organización sindical Histadrut, transformándolo en una guía espiritual para la clase trabajadora y atrayendo a muchos lectores.
Katznelson también defendió la influencia de los valores judíos en círculos obreros no religiosos, abogando por la observancia del sábado y las festividades judías, las leyes dietéticas en las cocinas de la Histadrut y la circuncisión de niños en las comunidades agrícolas israelíes conocidas como kibutz.
Su muerte ocurrió antes de ver realizada su deseo del establecimiento de un estado judío al final de la Segunda Guerra Mundial. A pesar de ello, se erigieron monumentos en su memoria.

## Obras
Además de sus funciones como líder obrero y editor de Davar, Katznelson fue un prolífico escritor y editor de numerosas publicaciones. En 1925 fundó Davar, que dirigió hasta su fallecimiento en 1944.